# Tyrrell 026
Der Tyrrell 026 war der letzte Formel-1-Rennwagen des britischen Motorsportteams Tyrrell. Er wurde in der Formel-1-Saison 1998 eingesetzt. Er war neben dem 020C der einzige Tyrrell, der keine Weltmeisterschaftspunkte erzielte.

## Technik und Entwicklung

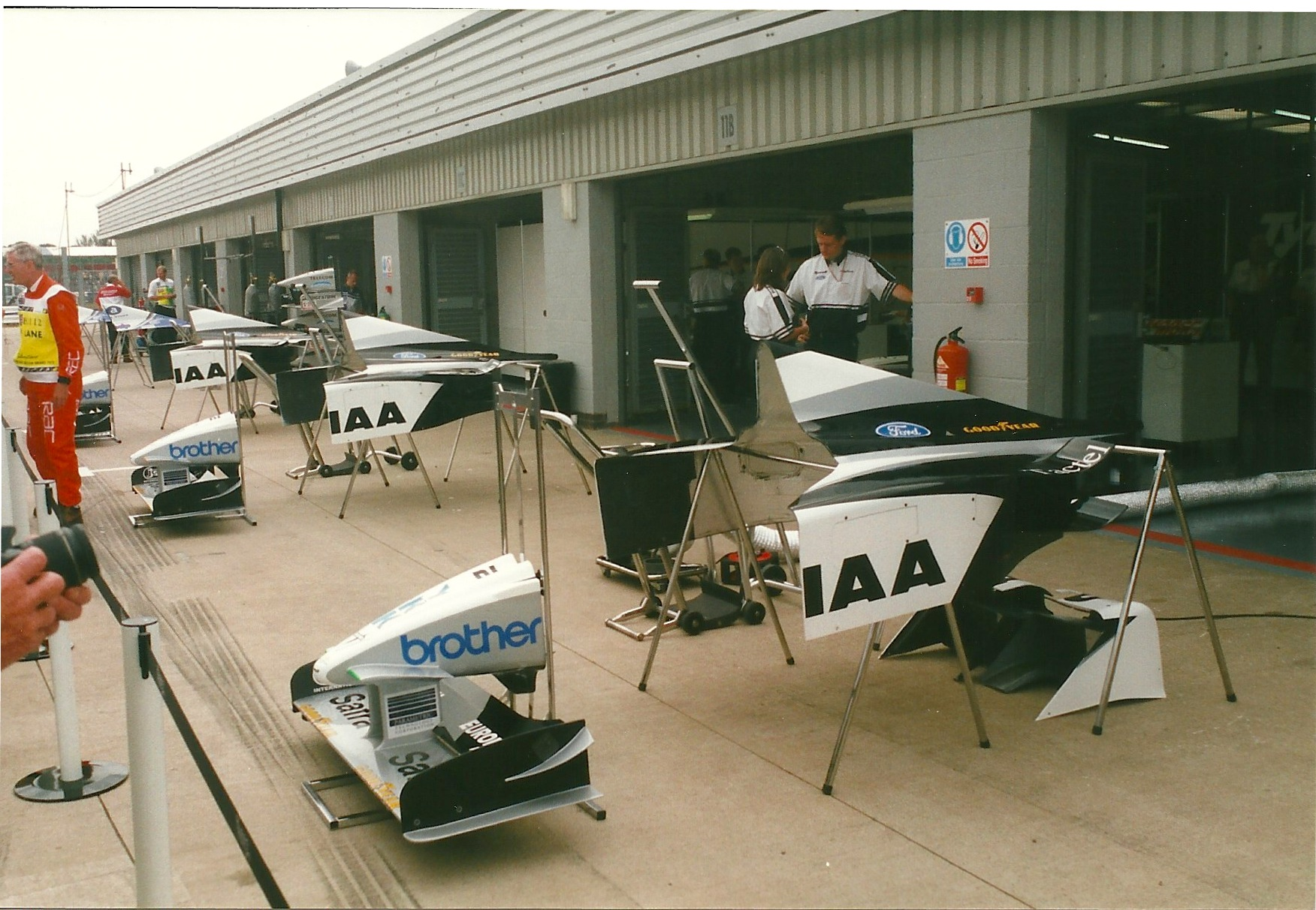
Tyrrells Box beim Großen Preis von Großbritannien 1998

Der Tyrrell 026 war wie seine Vorgänger eine Konstruktion von Harvey Postlethwaite. Die Aerodynamik wurde von Mike Gascoyne entwickelt. Die einzige Besonderheit des 026 war die Gestaltung der Fahrzeugnase: An ihrer Spitze waren oberhalb des Frontflügels zwei horizontale Leitbleche angebracht, die den Luftstrom zu den Seitenkästen leiteten. Die Fahrzeugnase war an ihrer Oberseite nicht glattflächig gestaltet; sie wies vielmehr in der Mitte eine Vertiefung auf. Zudem war das Auto bei einigen Rennen mit den sogenannten Twin- oder Tyrrell-Towers ausgestattet, d. h. mit zusätzlichen Flügeln, die auf hohen Stützen auf den beiden Seitenkästen befestigt waren. Tyrrell hatte sie 1997 beim 025 eingeführt. Nachdem in der Folgezeit auch Jordan, Prost, Sauber und Ferrari ähnliche Konstruktionen einsetzten, verbot die FIA sie im Laufe der Saison 1998 aus Sicherheitsgründen.
Der Tyrrell 026 wurde von einem Zehnzylindermotor vom Typ Ford Zetec-R/97 JD angetrieben. Es handelte sich dabei um eine Konstruktion, die 1997 exklusiv bei Stewart Grand Prix eingesetzt worden war. Seine Höchstleistung belief sich auf etwa 720 PS, ca. 80 PS weniger als die Leistung der stärksten Motoren. Als Kraftübertragung diente ein halbautomatisches Sechsganggetriebe von Tyrrell.
Die Reifen bezog das Team von Goodyear, der Treibstoff kam von Elf.

## Renngeschichte

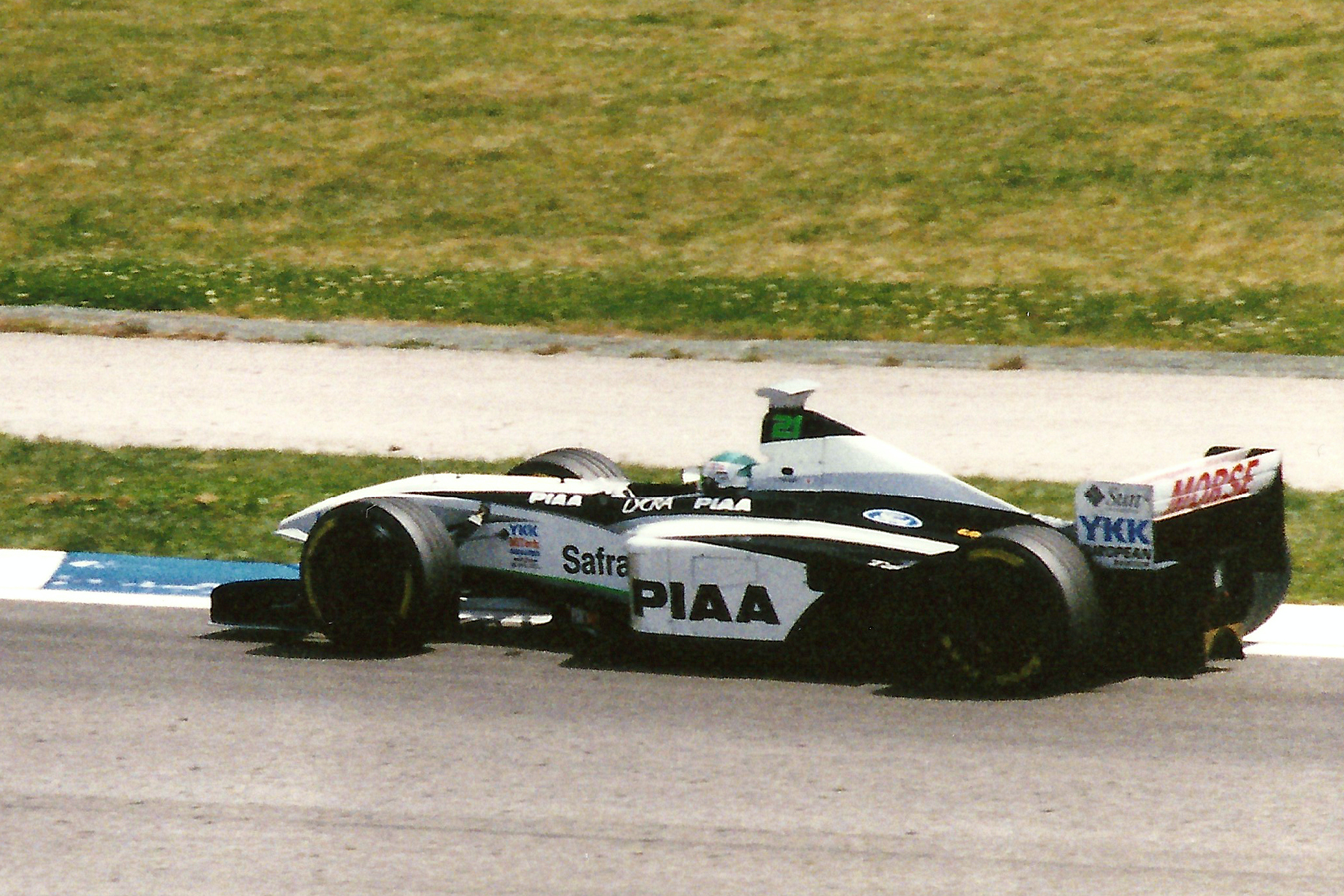
Toranosuke Takagi beim Großen Preis von Spanien 1998

Die 1960 von Ken Tyrrell gegründete Tyrrell Racing Organisation nahm ab 1968 an der Formel-1-Weltmeisterschaft teil. Nachdem das Team bis 1973 drei Fahrer- und einen Konstrukteurstitel gewonnen hatte, begann ein sportlicher Niedergang. Zwar konnte Tyrrell den Rennbetrieb bis in die 1990er-Jahre hinein aufrechterhalten, allerdings war das Team finanziell angeschlagen und konnte vor allem deshalb überleben, weil es jahrelang kostenlos von Yamaha mit Motoren beliefert wurde. Nach dem Ende der Beziehung zu Yamaha setzte Tyrrell ab 1997 kostenpflichtige Kundenmotoren von Ford ein, die das Budget erheblich belasteten.
Als die Saison 1997 abgelaufen war, verkaufte Ken Tyrrell seinen Rennstall an den Zigarettenhersteller British American Tobacco, der unter Mitwirkung von Adrian Reynard, Craig Pollock und Jacques Villeneuve den Aufbau eines eigenen Rennstalls plante. Dieses BAR genannte Team sollte die Startberechtigung Tyrrells nutzen, abgesehen davon aber völlig neue Strukturen aufweisen, die erst 1999 einsatzbereit waren. Bis dahin sollte Tyrrell weitergeführt werden. Die Saison 1998 war daher von vornherein als Übergangssaison geplant. Ken Tyrrell verließ sein Team noch vor dem ersten Rennen. Die Leitung übernahm Villeneuves Manager Pollock, der das Team mit wenig Aufwand führte und „nur das Nötigste machte“.
Für diese Übergangssaison entstand der Tyrrell 026, ein „ausgesprochen einfaches Auto“, das von Beobachtern als „Durchschnittsware“ und „typisch konventionell ohne jegliche Besonderheit“ eingeschätzt wurde.
Vor Saisonbeginn nahm Tyrrell an dem FIA-Testfahrten auf dem spanischen Circuit de Catalunya teil. An einem der Testtage erreicht Takagi die Tagesbestzeit; sie war zugleich die viertbeste der gesamten Testwoche.
Im Laufe der Saison agierte das Team ohne Erfolge. Nach Ansicht von Beobachtern schränkte das bevorstehende Ende des Teams den Elan der Mitarbeiter spürbar ein. Es gab auch Spekulationen dahingehend, dass Craig Pollock kein Interesse am sportlichen Erfolg des Teams gehabt habe, um keinen zu hohen Vergleichsmaßstab für das ab 1999 startende Nachfolgeteam BAR zu setzen. Einige Beobachter meinten, dass die Verpflichtung Rossets unter anderem auf diese Motivation zurückzuführen gewesen sei.
Der Newcomer Takagi war der erfolgreichere der beiden Tyrrell-Fahrer. Er qualifizierte sich zu jedem Rennen und erreichte wiederholt Startplätze im Mittelfeld. Sein bestes Ergebnis war der 13. Startplatz, auf dem er bei den Großen Preisen von Australien und Argentinien stand. In den Rennen fiel Takagi achtmal aus. Viermal waren Fahrfehler die Ursache hierfür, die anderen Ausfälle waren auf Motorendefekte zurückzuführen. Takagis bestes Rennergebnis war Platz neun bei den Großen Preisen von Großbritannien und Italien.
Ricardo Rosset verpasste im Laufe der Saison fünfmal die Qualifikation. Er war der einzige Fahrer, der in diesem Jahr an der 107-Prozent-Regel scheiterte. Er kam viermal ins Ziel, sein bestes Ergebnis war Platz acht beim Großen Preis von Kanada. Am Rennen in Belgien nahm Rosset letztlich nicht teil. Bei einem Startunfall, in den zahlreiche Autos verwickelt waren, zerstörten beide Tyrrell-Fahrer ihre Autos. Das Team hatte nur ein Ersatzfahrzeug in den Boxen, das es für den Neustart an Takagi gab.
Tyrrell beendete die Saison 1998 ohne Punkte auf dem letzten Platz der Konstrukteurswertung. Das den gleichen Motor verwendende italienische Minardi-Team erreichte zwar ebenfalls keine Meisterschaftspunkte; durch bessere Positionen in einzelnen Rennen wurde es aber besser als Tyrrell gewertet. Tyrrells Nachfolger BAR erzielte 1999 ebenfalls keine Weltmeisterschaftspunkte und war das schwächste Team dieser Saison.
Tyrrells Testteam führte im Laufe der Saison im Wesentlichen Vorbereitungen für BAR durch. Dazu gehörten auch Testfahrten mit einem modifizierten 026, der versuchsweise mit einem Supertec-Motor – dem 1999er Motor des BAR-Teams, ausgestattet war.

## Lackierung und Sponsoring
Grundfarbe des Wagens war eine Kombination aus den Farben Schwarz und Weiß mit grünen und silbernen Akzenten auf der Seite des Wagens, der Nase und der Airbox. Sponsoren waren das japanische Investmentunternehmen PIAA mit Werbeflächen auf den Seitenkühlern und der Nase, der Computerhändler Morse am Heckflügel, Brother auf der Nase und der Reißverschlusshersteller YKK seitlich am Heckflügel. British American Tobacco, der Eigentümer des Teams, warb nicht großflächig auf den Autos. Lediglich ein handtellergroßer Aufkleber auf der Fahrzeugnase wies auf BAT hin.

## Fahrer
Erster Stammfahrer war Toranosuke Takagi, Tyrrells letztjähriger Testpilot. Das zweite Cockpit blieb bis in den Februar 1998 hinein frei. Ken Tyrrell setzte sich nachdrücklich für Jos Verstappen ein, Craig Pollock, der auch den Einsatz von Tarso Marques und Jean-Christophe Boullion erwogen hatte, entschied sich allerdings kurzfristig für den Brasilianer Ricardo Rosset, den Ken Tyrrell für ungeeignet hielt.

## Weitere Verwendung der Chassis
Paul Stoddart, ab 2001 neuer Teamchef und Besitzer des Formel-1-Teams Minardi, kaufte über den neuen Besitzer von Tyrrell, British American Racing, alle Materialien des Teams, dabei unter anderem auch funktionstüchtige Tyrrell 026.
Der niederländische Unternehmer und Rennfahrer Frits van Eerd startete unter anderem 2011 in der BOSS-GP-Rennserie mit einem Tyrrell 026.

## Ergebnisse
| Fahrer                          | Nr.                             | 1   | 2   | 3  | 4   | 5   | 6   | 7   | 8   | 9   | 10  | 11  | 12  | 13  | 14 | 15  | 16  | Punkte | Rang |
| ------------------------------- | ------------------------------- | --- | --- | -- | --- | --- | --- | --- | --- | --- | --- | --- | --- | --- | -- | --- | --- | ------ | ---- |
| Formel-1-Weltmeisterschaft 1998 | Formel-1-Weltmeisterschaft 1998 |     |     |    |     |     |     |     |     |     |     |     |     |     |    |     |     | 0      | −.   |
| Ricardo Rosset                  | 20                              | DNF | DNF | 14 | DNF | DNQ | DNQ | 8   | DNF | DNF | 12  | DNQ | DNQ | DNS | 12 | DNF | DNQ | 0      | −.   |
| Toranosuke Takagi               | 21                              | DNF | DNF | 12 | DNF | 13  | 11  | DNF | DNF | 9   | DNF | 13  | 14  | DNF | 9  | 16  | DNF | 0      | −.   |

| Legende  | Legende            | Legende                                                          |
| Farbe    | Abkürzung          | Bedeutung                                                        |
| -------- | ------------------ | ---------------------------------------------------------------- |
| Gold     | –                  | Sieg                                                             |
| Silber   | –                  | 2. Platz                                                         |
| Bronze   | –                  | 3. Platz                                                         |
| Grün     | –                  | Platzierung in den Punkten                                       |
| Blau     | –                  | Klassifiziert außerhalb der Punkteränge                          |
| Violett  | DNF                | Rennen nicht beendet (did not finish)                            |
| Violett  | NC                 | nicht klassifiziert (not classified)                             |
| Rot      | DNQ                | nicht qualifiziert (did not qualify)                             |
| Rot      | DNPQ               | in Vorqualifikation gescheitert (did not pre-qualify)            |
| Schwarz  | DSQ                | disqualifiziert (disqualified)                                   |
| Weiß     | DNS                | nicht am Start (did not start)                                   |
| Weiß     | WD                 | zurückgezogen (withdrawn)                                        |
| Hellblau | PO                 | nur am Training teilgenommen (practiced only)                    |
| Hellblau | TD                 | Freitags-Testfahrer (test driver)                                |
| ohne     | DNP                | nicht am Training teilgenommen (did not practice)                |
| ohne     | INJ                | verletzt oder krank (injured)                                    |
| ohne     | EX                 | ausgeschlossen (excluded)                                        |
| ohne     | DNA                | nicht erschienen (did not arrive)                                |
| ohne     | C                  | Rennen abgesagt (cancelled)                                      |
| ohne     | keine WM-Teilnahme |                                                                  |
| sonstige | P/fett             | Pole-Position                                                    |
| sonstige | 1/2/3/4/5/6/7/8    | Punktplatzierung im Sprint-/Qualifikationsrennen                 |
| sonstige | SR/kursiv          | Schnellste Rennrunde                                             |
| sonstige | *                  | nicht im Ziel, aufgrund der zurückgelegten Distanz aber gewertet |
| sonstige | ()                 | Streichresultate                                                 |
| sonstige | unterstrichen      | Führender in der Gesamtwertung                                   |